# Andrei Sartassov
Andrei Sartassov (russisch Андрей Сартасов; * 10. November 1975) ist ein chilenischer Radrennfahrer russischer Herkunft.

## Karriere
Andrei Sartassov wurde 2001 Zweiter der Chile-Rundfahrt und gewann eine Etappe bei der Doble Copacabana. Im darauffolgenden Jahr gewann er zwei Etappen bei der Chile-Rundfahrt und eine weitere bei der Dople Copacabana, wo er auch 2003 wieder erfolgreich war. In der Saison 2004 gewann Sartassov eine Etappe bei der Chile-Rundfahrt und ein Teilstück der Volta de Santa Catarina. 2005 konnte er eine Etappe bei der Vuelta a San Juan für sich entscheiden. 2006 war er auf Etappen der Vuelta a Mendoza, der Vuelta Ciclista Lider al Sur, der Chile-Rundfahrt und bei der Dople Copacabana erfolgreich. Er gewann außerdem die Gesamtwertungen bei der Vuelta Lider und der Chile-Rundfahrt. Die Einzelwertung der UCI America Tour 2006 beendete er auf den dritten Rang. Im Oktober fuhr er auch für das kolumbianische Professional Continental Team Selle Italia-Diquigiovanni als Stagiaire. Im Jahr 2007 gewann er wieder zwei Etappen der Vuelta Lider und entschied so zum zweiten Mal die Gesamtwertung für sich.
Am 18. März 2007 wurde Sartassov bei der Vuelta Ciclista Lider al Sur positiv auf das Dopingmittel EPO getestet. Daraufhin wurde er vom russischen Verband für zwei Jahre bis zum 2. Juli 2009 gesperrt. Die Ergebnisse bei der Vuelta Ciclista Lider al Sur wurden ab der fünften Etappe gestrichen.
Nach Ablauf seiner Dopingsperre wurde Sartassov 2011 Zweiter der chilenischen Straßenmeisterschaft. 2012 wechselte er zum argentinischen Radsportteam San Luis Somos Todos und gewann für dieses Team im Jahr 2013 einen Abschnitt des im nationalen argentinischen Rennkalender geführten Etappenrennens Giro del Sol San Juan.

## Erfolge
2001
- eine Etappe Doble Copacabana Gran Premio Fides

2002
- zwei Etappen Vuelta Ciclista de Chile
- eine Etappe Doble Copacabana Gran Premio Fides

2003
- eine Etappe Doble Copacabana Gran Premio Fides

2004
- eine Etappe Vuelta Ciclista de Chile
- eine Etappe Volta de Santa Catarina

2006
- eine Etappe Doble Copacabana Gran Premio Fides
- Vuelta Ciclista de Chile und zwei Etappen
- Vuelta Ciclista Lider al Sur und drei Etappen

## Teams
- 2006 Selle Italia-Diquigiovanni Stagiaire
- 2010 Scott-Marcondes Cesar-São José dos Campos
- 2012-Mai 2015 San Luis Somos Todos
- 2016–2017 Sindicato Empleados Públicos of San Juan